# Vultur 101
Vultur 101 este un dramatic, de spionaj și de aventuri românesc din 1957 regizat de Andrei Călărașu. Rolurile principale au fost interpretate de actorii Ștefan Moisescu, Marga Barbu și Constantin Sincu. Filmul este o ecranizare a piesei de teatru Zbor de noapte de Nicolae Tăutu.

## Distribuție
- Ștefan Moisescu — cpt. aviator Andrei Timuș, comandantul escadrilei Vultur 101
- Marga Barbu — Laura Săndulescu, pianistă (menționată Marga Butuc–Codrescu)
- Coca Dumitrescu — Liliana Timuș, soția lui Andrei
- Nini Ștefănescu — Dănuț Timuș, fiul lui Andrei
- Constantin Sincu — Raul Pîrvu, unchiul Laurei, profesor de pian, fost aviator
- Miluță Gheorghiu — moș Cristea, maistrul bătrân de aviație de pe aerodromul Bazei aeriene
- Gheorghe Sion — col. aviator Ion Brateș, comandantul Bazei aeriene
- Geo Maican — ofițerul de securitate plasat sub streașina casei cpt. Timuș
- Ion Besoiu — lt. aviator Nicolae Luca, membru al escadrilei Vultur 101
- Ion Punea — lt. aviator Micloș Toth, membru al escadrilei Vultur 101
- Iulian Marinescu — lt. aviator Mircea Dragu, membru al escadrilei Vultur 101
- Iuliana Doru — Mioara Cristea, fiica lui moș Cristea
- Rozalia Avram — asistenta medicală
- Romulus Neacșu
- Paul Nadolschi
- Mihai Constantinescu — mr. aviator Vlad Preda, adjunctul col. Brateș
- Aida Moga — cântăreața de la restaurant

## Producție
Filmările au început în septembrie 1956: cele exterioare au avut loc la București, Bacău, Piatra Neamț și Constanța, iar cele interioare la Buftea. În martie 1957 filmul se afla la montaj.

## Primire
Filmul a fost vizionat de 2.143.402 de spectatori în cinematografele din România, după cum atestă o situație a numărului de spectatori înregistrat de filmele românești de la data premierei și până la data de 31 decembrie 2014 alcătuită de Centrul Național al Cinematografiei.